# Teledapus picatus
Teledapus picatus är en skalbaggsart som beskrevs av Holzschuh 2003. Teledapus picatus ingår i släktet Teledapus och familjen långhorningar. Inga underarter finns listade i Catalogue of Life.